# Absolutely Anything
Pour plus de détails, voir Fiche technique et Distribution.
Absolutely Anything (Absolument Tout au Québec) est une comédie britannique coécrite par Terry Jones et Gavin Scott et réalisée par Terry Jones en 2015.
La distribution est composée notamment de Simon Pegg, Eddie Izzard, Joanna Lumley, Kate Beckinsale, Sanjeev Bhaskar, Rob Riggle et les voix originales de Robin Williams (le chien), Michael Palin, Terry Jones, Terry Gilliam, John Cleese, Eric Idle. 

## Synopsis
Lorsque les membres du Conseil Intergalactique des Êtres Supérieurs apprennent l’existence de l'Humanité, ils décident d'accorder au hasard à un individu le pouvoir absolu : celui de faire tout ce qu'il veut. La manière dont celui-ci utilisera ce don (pour faire le bien ou le mal) déterminera l'avenir de la Terre. Ainsi Neil Clarke, enseignant plein de désillusions, prend conscience qu'il peut faire parler son chien, devenir le président des États-Unis, ramener les morts à la vie et surtout conquérir le cœur de Catherine, sa charmante voisine dont il est amoureux.

## Fiche technique
- Titre original et français : Absolument Tout
- Titre québécois : Absolument Tout
- Titre original en France : Absolutely Anything
- Réalisation : Terry Jones
- Scénario : Gavin Scott et Terry Jones
- Direction artistique : James Acheson
- Décors : Harry Pain et Keith Pain
- Costumes : James Acheson
- Photographie : Peter Hannan
- Montage : Julian Rodd
- Musique : George Fenton
- Son : André Jacquemin
- Production : Bill Jones et Ben Timlett[1]
- Sociétés de production : Bill and Ben Productions et Phoenix Pictures
- Sociétés de distribution : France : Océan Films
- Pays d’origine :  Royaume-Uni
- Langue originale : anglais
- Format : couleur - 35 mm - 2,35:1 - son Dolby numérique - rapport de forme : 2.39 : 1
- Genre : comédie de science-fiction
- Durée : 85 minutes (1 h 25)
- Dates de sortie[2] : 
  - France : 12 août 2015
  - Royaume-Uni : 14 août 2015

## Distribution
Acteurs
- Simon Pegg (VF : Cédric Dumond) : Neil Clarke
- Kate Beckinsale (VF : Laura Blanc) : Catherine
- Rob Riggle (VF : Boris Rehlinger) : Grant
- Joanna Lumley (VF : Frédérique Tirmont) : Fenella
- Eddie Izzard (VF : Michel Dodane) : Headmaster
- Robert Bathurst (VF : Edgar Givry) : James Cleverill
- Emma Pierson (VF : Sabeline Amaury) : Mme Pringle
- Marianne Oldham (VF : Déborah Perret) : Rosie
- Meera Syal : Fiona
- Sanjeev Bhaskar (VF : Bernard Gabay) : Ray
- Judy Loe
- Brian Cox : lui-même
- Ronan Summers (VF : Jérémy Bardeau) : le garde du corps du président

Voix
- Robin Williams (VF : Michel Papineschi) : Dennis, le chien de Neil
- John Cleese (VF : Michel Prud'homme) : Le chef extraterrestre
- Terry Jones (VF : Lionel Tua) : Kylie
- Terry Gilliam (VF : Dominique Collignon-Maurin) : Maureen
- Eric Idle (VF : Xavier Fagnon) : un extraterrestre
- Michael Palin : un extraterrestre

 Source et légende : version française (VF) sur RS Doublage

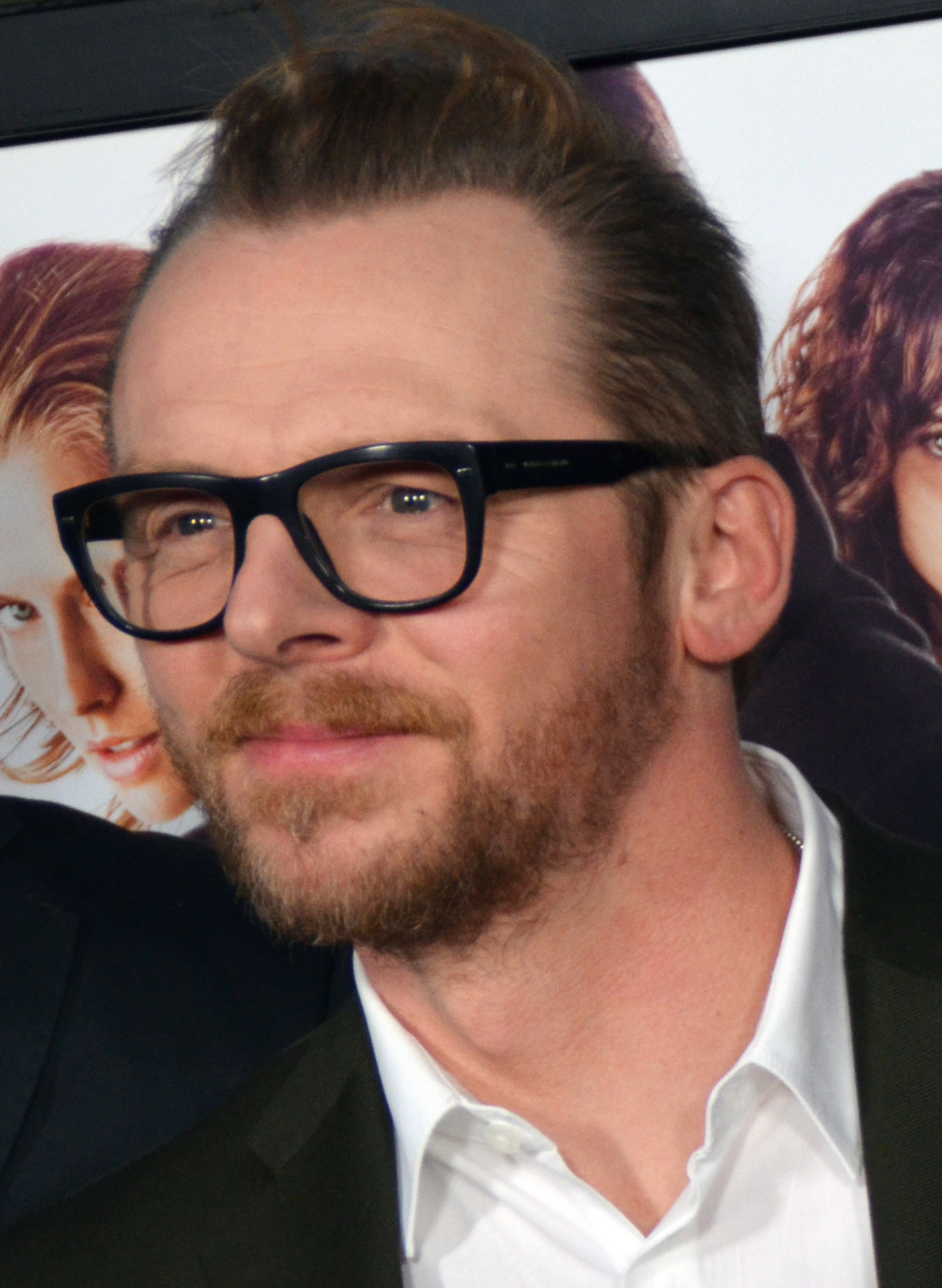
Simon Pegg interprète Neil Clark
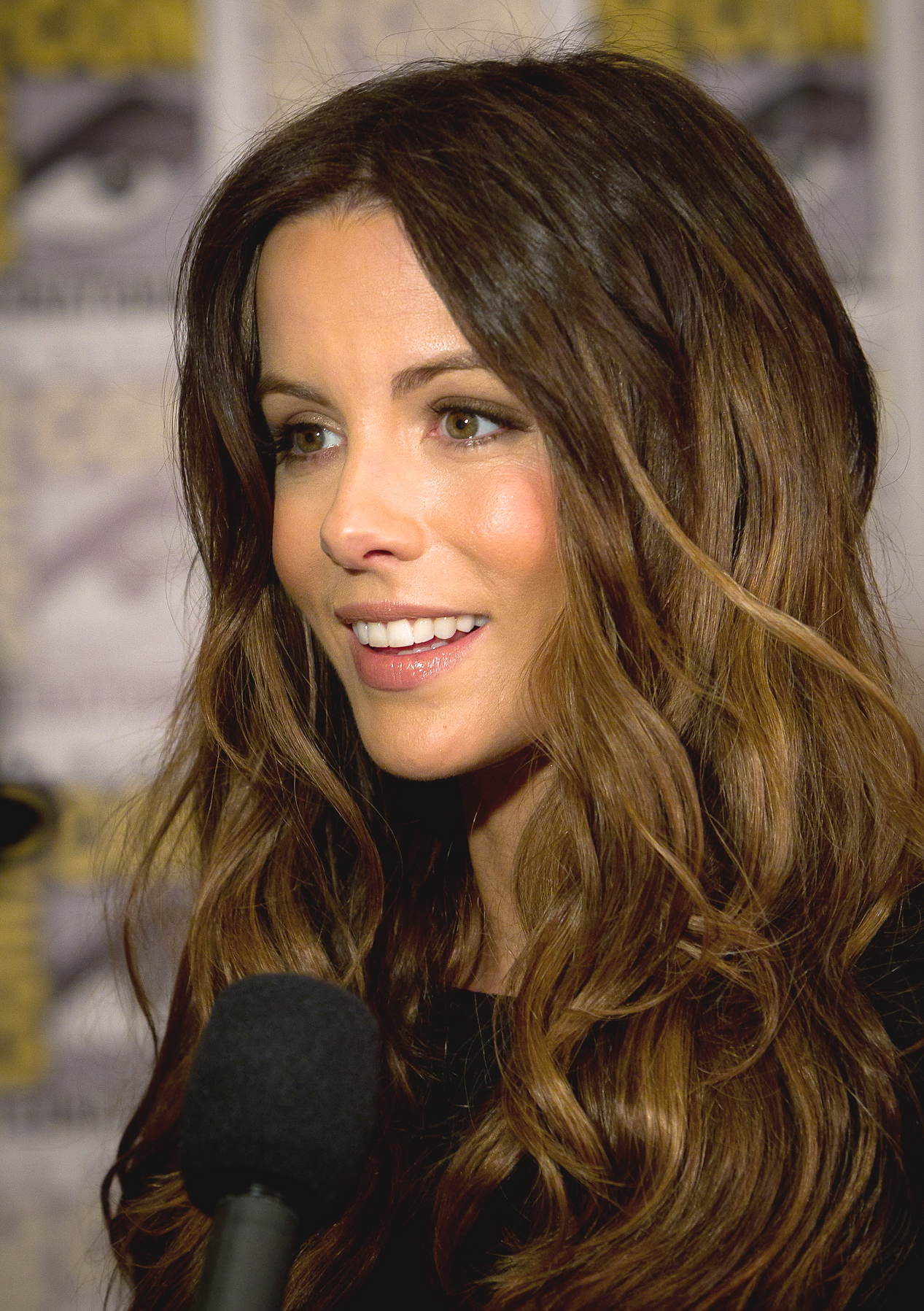
Kate Beckinsale interprète Catherine
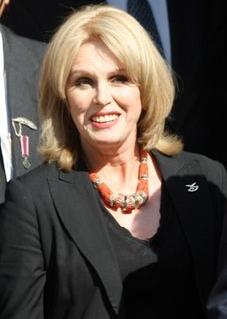
Joanna Lumley interprète Fenella
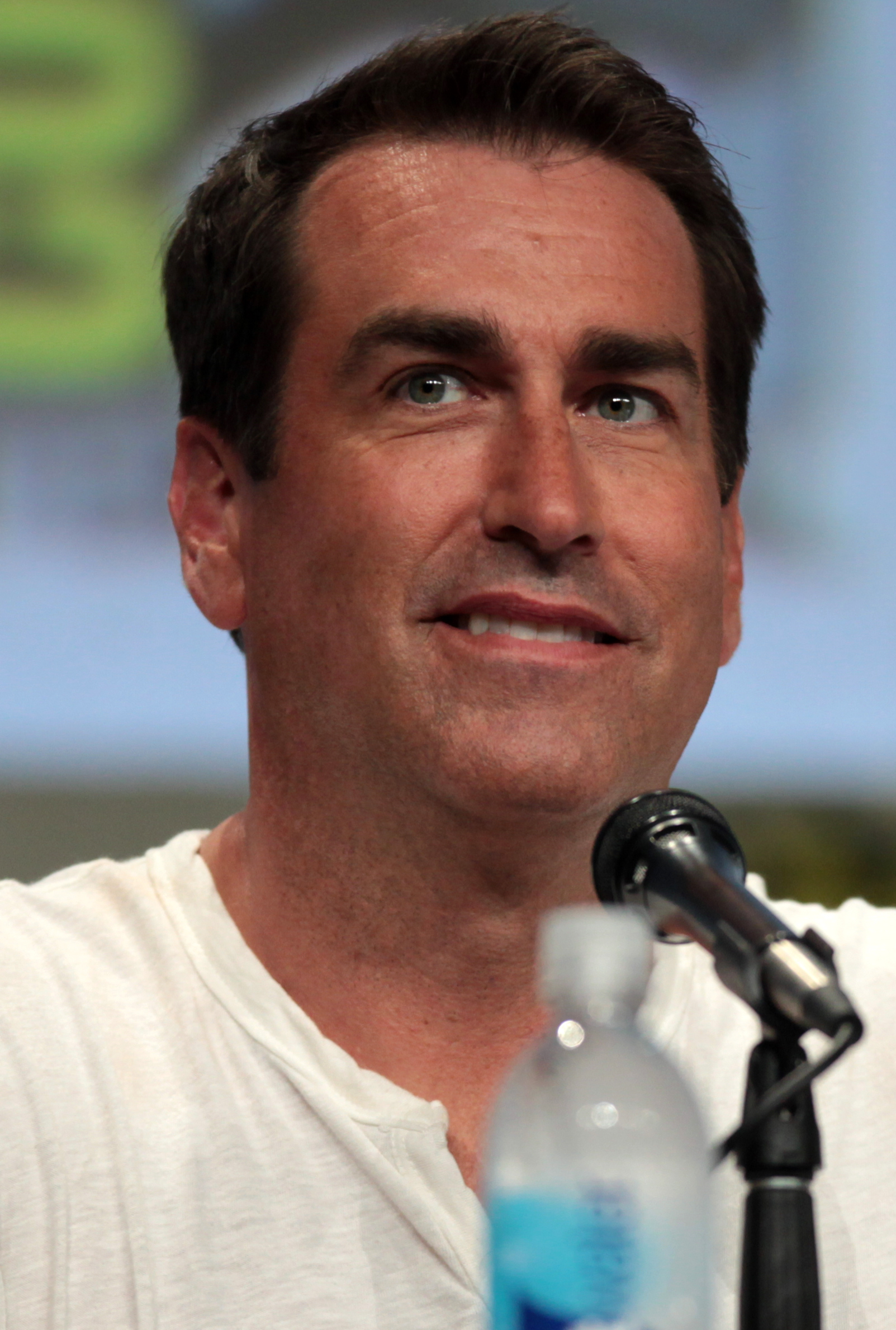
Rob Riggle interprète Grant
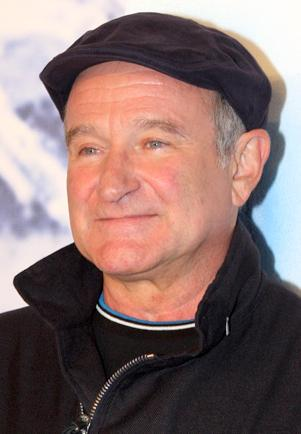
Robin Williams, voix de Dennis le chien

## Autour du film
Ce film marque la toute dernière prestation de Robin Williams qui prête sa voix au chien Dennis. L'acteur apparaît même au générique de fin, lors des séances d'enregistrement.